# حاجی‌کند (کلبجر)
حاجی‌کند (ترکی آذربایجانی: Hacıkənd) یک منطقهٔ مسکونی در جمهوری آرتساخ است که در استان شاهومیان واقع شده‌است.